# Servaea spinibarbis
Servaea spinibarbis là một loài nhện trong họ Salticidae.
Loài này thuộc chi Servaea. Servaea spinibarbis được Eugène Simon miêu tả năm 1909.